# 共同エディット
株式会社共同エディット（きょうどうエディット、英: Kyodo Edit, Inc.）は、テレビ技術を専門とする技術プロダクション。
共同テレビジョン（共テレ）の子会社で、フジサンケイグループに属する。

## 会社概要
- 本社所在地 : 〒135-0064　東京都江東区青海1丁目1番20号 ダイバーシティ東京オフィスタワー16階
- 設立年月日 : 1981年（昭和56年）10月1日

### 役員（2023年6月現在）
- 代表取締役社長 : 品田正人
- 取締役 : 石井正幸、佐々木信一、吉見健士、積田譲
- 監査役 : 大谷庸介

## 主な編集作品

### テレビ番組
（凡例）太字：現在放映中の番組および継続中の特番、共：共同テレビの制作番組、特に記述がない場合はCXで放送。